# Archernis leucocosma
Archernis leucocosma là một loài bướm đêm trong họ Crambidae.